# Сабаудя
Сабаудя (пол. Sabaudia; укр. Сабауд) — село в Польщі, у гміні Томашів Томашівського повіту Люблінського воєводства.
Населення — 550 осіб (2011).

## Історія
Первісним населенням Сабаудя були русини-лемки, які компактно проживали на своїх історичних землях. 
У 1975—1998 роках село належало до Замойського воєводства.

## Демографія
Демографічна структура станом на 31 березня 2011 року:
|          | Загалом | Допрацездатний вік | Працездатний вік | Постпрацездатний вік |
| -------- | ------- | ------------------ | ---------------- | -------------------- |
| Чоловіки | 262     | 51                 | 192              | 19                   |
| Жінки    | 288     | 66                 | 164              | 58                   |
| Разом    | 550     | 117                | 356              | 77                   |